# Martin de Hoyarsabal
Martin de Hoyarsabal (ou Martin Hoyarçabal) est un marin basque-français,, hydrographe du XVIe siècle, auteur du premier routier-pilote de Terre-Neuve. 

## Biographie
Sa vie est peu connue. Né à Ciboure (à une date inconnue), il a publié en 1579 un des premiers recueils d'instructions nautiques à l'usage des navigateurs : « Les voyages aventureux du Capitaine Martin de Hoyarsal, habitant du çubiburu », qui fut largement utilisé par les navigateurs français et espagnols pendant des siècles. Le texte est écrit en français mais aussi en basque : «Je te prie (ami lecteur) me tenir pour excusé, parce qu'en ce present traicté ou routier des mariniers il y a plusieurs mots de divers langaiges, & de divers orthographes, d'autant que l'auteur de ce present livre n'est nullement françois mais est basque des frontieres d'Espagne, & à voleü qu'il fust imprimé en ceste mesme sorte comme sa copie estoit escripte, ce que i'ay faict en collationant sur la copie au grand contantement dudict auteur».  L'hypothèse de deux navigateurs distincts et homonymes (Martin ou Martyn), corédacteurs de l'ouvrage, a été avancée. 

## Le routier pilote de Hoyarsabal
Le routier pilote est le seul ouvrage existant de Hoyarsabal.  Livre de référence, ce routier était utile aux bateaux naviguant à Terre Neuve. 
L'extrait suivant donne un exemple de son travail. Dans ce texte Hoyarsabal donne les distances entre différents lieux de la Colonie de Terre-Neuve : 
- Gisent cap de S.Marie & Plaisence nort nordest & su surroest, ya 9. l. Ite tu fois sçavoir que quand tu iras du cap de S. Marie, en ceste routte de nort nordest, tu trouueras vne poincte longue que se nomme Amigaiz dela à Plaisence ya 4 lieuës, & du cap de S. Marie 5 lieuës, apres que tu auras passé ledict Amigaiz, tu trouveras Plaisence.

En 1677, une nouvelle édition est publiée à Bayonne traduite en langue Basque par Pierre Detcheverry (ou d'Etcheverry), marin et pilote de Saint-Jean-de-Luz, surnommé Dorre. Cette édition modifie légèrement et complète l'ouvrage de Hoyarsabal.
D'autres instructions nautiques à l'usage des navigateurs peuvent être mentionnées, comme Le grant Routtier de Pierre Garcie  (1531), Les voyages aventureux de Jean Alfonse (1559). Celles de Hoyarsabal  donnent une hydrographie précise de la région de «Terre Neufve», la meilleure avant les travaux de James Cook deux siècles plus tard. C'est, en effet, le premier routier-pilote de Terre-Neuve.

## Œuvre
- Hoyarzabal, Martin de, Les voyages avantvrevx dv capitaine Martin de Hoyarsabal, habitant de Cubiburu : contenant les reigles & enseignements necessaires à la bonne & seure nauigation, Bordeaux, imprimerie de Jean Chouin, 1579 (lire en ligne). Il est probable que la mention de  l'imprimeur et du lieu de l'impression soient fausses, aucun imprimeur du nom de jean Chouin n'ayant existé. L'ouvrage aurait plutôt été imprimé dans le port protestant de La Rochelle par Jean Portau [3].
- Hoyarzabal, Martin de, Les Voyages avantureux du capitaine Martin de Hoyarsabal, habitant de Cubiburu, contenant les reigles & enseignemens nécessaires à la bonne & seure navigation . Reveu & corrigé en ceste derniere impression, & augmenté de la déclinaison du Soleil, qui a esté faite suivant la reformation du calendrier de l'an mil cinq cens quatre-vingt deux, Bordeaux, Guillaume Millanges, 1633 (lire en ligne).